# Die Farben der Magie
Die Farben der Magie (englischer Titel: The Colour of Magic) ist ein Roman von Terry Pratchett. Es ist der erste Scheibenwelt-Roman und erzählt die Geschichten von Rincewind dem Zauberer. Er wurde 1983 veröffentlicht. Orte der Handlung sind Ankh-Morpork und Krull.
Der Roman arbeitet verschiedene Themen ab, darunter: Fantasy-Klischees, Rollenspiele, Raumfahrt, Tourismus und Versicherungen.
Laut Pratchett versuchte er mit Farben der Magie das beim Genre Fantasy, was Mel Brooks mit Der wilde wilde Westen für den Western gelungen ist.
Mit Das Licht der Phantasie wird die Handlung fortgesetzt.

## Handlung
Die Farben der Magie handelt von der Begegnung des magisch minderbegabten Zauberers Rincewind mit Zweiblum, dem ersten Touristen der Scheibenwelt. Der Patrizier verdonnert Rincewind, dem Fremdling vom Gegengewichtskontinent als Reiseführer und Übersetzer zu dienen. Widerwillig, aber bestärkt durch die Aussicht auf ein fürstliches Honorar, nimmt er den Auftrag an. Nachdem Zweiblum, im Hauptberuf Risikoanalyst einer Versicherung, Ankh-Morpork mit der innovativen Idee der Feuerversicherungspolice vertraut gemacht hat, brennt die Stadt, nicht ganz überraschend, komplett nieder.
Damit beginnt die gemeinsame, gefahrvolle Reise durch die ländlichen Regionen der Scheibenwelt. Sie geraten in zahllose brenzlige Situationen, aber die neuartige touristische Perspektive, die Zweiblum an den Tag legt, verwandelt letztlich alles in eine Art pittoreske Erfahrung. Nachdem sie Hrun, den Barbaren, als Leibwächter engagiert haben, gelangen sie nach mehreren Zwischenstationen, u. a. bei den gefährlichen Drachenreitern des Wyrmbergs, nach Krull. Das Buch endet damit, dass Zweiblum an Bord des sogenannten Mächtigen Reisenden über den Rand der Scheibenwelt katapultiert wird und auch Rincewind schließlich über den Rand stürzt.

## Sonstiges
- Das Buch wurde bereits 1985 in Übersetzung von Dagmar Hartmann unter dem Titel Die Farben der Fantasie auf Deutsch veröffentlicht.
- Es erschien eine Comic-Version des Romans sowie eine ungekürzte Hörbuchfassung, der Sprecher ist Volker Niederfahrenhorst.
- Der Roman wurde zusammen mit Das Licht der Phantasie für SkyOne als Zweiteiler unter dem Titel The Color of Magic – Die Reise des Zauberers verfilmt und am 23. und 24. März 2008 ausgestrahlt. In Deutschland sind beide Teile zusammen seit dem 9. Oktober 2008 auf DVD erhältlich und wurden am 11. Juli 2009 von RTL erstmals im deutschen Fernsehen gezeigt.